# (6957) 1988 HA
(6957) 1988 HA est un astéroïde de la ceinture principale découvert en 1988.

## Description
(6957) 1988 HA a été découvert le 16 avril 1988 à Kushiro (Japon) par S. Ueda et H. Kaneda.

### Caractéristiques orbitales
L'orbite de cet astéroïde est caractérisée par un demi-grand axe de 2,53 UA, un périhélie de 2,32 UA, une excentricité de 0,08 et une inclinaison de 1,21° par rapport à l'écliptique. Du fait de ces caractéristiques, à savoir un demi-grand axe compris entre 2 et 3,2 UA et un périhélie supérieur à 1,666 UA, il est classé, selon la JPL Small-Body Database, comme objet de la ceinture principale.

### Caractéristiques physiques
(6957) 1988 HA a une magnitude absolue (H) de 13,5 et un albédo estimé à 0,218.